# Gamétocyste
Un gamétocyste est une structure végétale qui produit et qui contient des gamètes. Les gamétocystes se rencontrent uniquement chez les thallophytes (algues et champignons).
Le gamétocyste est constitué de la paroi unicellulaire de la cellule mère des spores à l'intérieur de laquelle se fait la production des gamètes. Au contraire du gamétange qui a une paroi pluricellulaire, il n'y a pas de tissu stérile. 
Le gamétocyste mâle s'appelle le spermatocyste. 
Le gamétocyste femelle porte le nom d'oocyste ou d'oogone. Chez les algues rouges (Rhodophytes), le gamétocyste femelle porte le nom de carpogone et le gamétocyste mâle porte le nom de spermatie.

## Problème lié à la traduction du terme anglaisgametangium
Le terme anglais gametangium regroupe à la fois les termes français gamétanges et les gamétocystes. Ceci entraîne une confusion dans les termes anthéridie/spermatocyste et archégone/oocyste. 